# ミシェル＝アンジェ・バリクウィシャ
ミシェル＝アンジェ・バリクウィシャ（Michel-Ange Balikwisha、2001年5月10日 - ）は、ベルギー・ヘント出身のサッカー選手。ロイヤル・アントワープFC所属。ポジションはFW。

## クラブ経歴
2008年、兄ウィリアムの付き添いでRSCアンデルレヒトの下部組織を見学に訪れた際、偶然その才能に目を付けたクラブのスタッフによってアンデルレヒトに入団した。その後、2014年にスタンダール・リエージュへとクラブを変え、2019年の7月にクラブと自身初のプロ契約を結んだ。2020年9月20日、KVコルトレイクとのリーグ戦でプロデビューを果たすと、デビュー後すぐにレギュラーに定着。4月にはチーム内得点王になったが、クラブはリーグ11位でシーズンを終えた。
2021年7月24日、ロイヤル・アントワープFCに移籍し、5年契約を結んだ。

## タイトル
ロイヤル・アントワープ
- ジュピラー・プロ・リーグ : 1回 (2022-23)
- ベルギー・カップ : 1回 (2022-23)